# Tigrane (Scarlatti)
Tigrane, o vero L'egual impegno d'amore e di fede (Tigrane ou un égal engagement d'amour et de foi) est un opera seria en trois actes du compositeur italien Alessandro Scarlatti sur un livret de Domenico Lalli, pseudonyme de Niccolò Bastiano Biancardi (librement basé sur les Histoires d'Hérodote). Il est créé au Teatro San Bartolomeo de Naples, le 16 février 1715. 
Le plus célèbre des opéras du musicien, sans être le plus réussi, Tigrane est considéré comme l'un des plus beaux opéras de Scarlatti, et son chef-d'œuvre napolitain,. Outre la gravité de la trame principale, il y a aussi des scènes comiques impliquant les serviteurs, Dorilla et Orcone, « conçu pour le divertissement du public napolitain » avec le dialecte local, un latin corrompu, de l'allemand et le bégaiement. 
Dès la création, l'œuvre obtient un vif succès et la même année, il est repris à Innsbruck et au carnaval de Livourne l'année suivante.
L'ouvrage débute par une ouverture à l'italienne en trois mouvements, suivie d'une marche et d'un ballet et ponctué de pièces instrumentales, comme au second acte. En revanche, le dernier ne comporte ni ouverture, ni ballet. L'accompagnement instrumental de Scarlatti innove dans les arias de cet opus, avec la diversité de la viole d'amour ou du violon, du violoncelle et du luth, du luth et du violone solo. Le chœur intervient rarement, jouant les acclamations de la foule. L'opéra est réputé pour l'une des premières utilisations des cors, que le musicien utilise aussi dans Telemaco en 1718. Ils sont présents notamment dans l'aria confiée à Tigrane, « All'acquisto di gloria ».

## Rôles
| Rôle                                   | Type de voix            | Distribution à la création                 |
| -------------------------------------- | ----------------------- | ------------------------------------------ |
| Tigrane Prince d'Arménie               | soprano castrat         | Nicolò Grimaldi, « Nicolini »              |
| Tomyris ‘’Reine des Massagètes         | soprano                 | Marianna Benti-Bulgarelli, « la Romanina » |
| Méroé fille de feu le roi de Perse     | soprano                 | Angiola Augusti                            |
| Policare roi de Lydie                  | contralto (en travesti) | Giovanna Albertini, « la Reggiana »        |
| Doraspe roi de Damas                   | ténor                   | Gaetano Borghi                             |
| Oronte capitaine des gardes de Tomyris | castrat soprano         | Nicola Ippolito Cherubini                  |
| Dorilla fille de Tomyris               | contralto               | Santa Marchesini                           |
| Orcone un esclave                      | basse                   | Gioacchino Corrado                         |
| L'écho                                 | soprano                 | Angiola Augusti                            |

## Synopsis

### Acte premier
La reine Tomiri (Tomyris dans Hérodote) a deux fils. L'un a été enlevé et a grandi comme prince arménien, Tigrane. L'autre a été tué par Cyrus, roi de Perse. Pour venger sa mort, Tomiri a combattu et vaincu Cyrus avec l'aide de Policare et Doraspe. En échange de leur aide, elle a promis de se marier avec l'un d'eux, mais elle hésite à se décider, car elle est attirée par Tigrane, commandant de l'armée alliée, ignorant qu'il est son fils. Méroé, la fille de Cyrus elle aussi amoureuse de Tigrane, arrive à la cour de Tomiri déguisée et décidée à venger son père. Tomiri confie le choix de son mari à Tigrane, qui dit que celui des deux rois qui peut le battre au combat, gagnera la main de Tomiri. Policare et Doraspe complotent contre Tigrane.

### Acte deux
Tomiri concilie les deux rois et Tigrane. Méroé est sur le point de tuer Tomiri pendant son sommeil, mais en est empêchée par Tigrane. Tigrane, surpris par Méroé dague dans sa main, est accusé d'avoir tenté d'assassiner Tomiri. Ne voulant révéler la vérité qui mettrait en danger la vie de Méroé, Tigrane garde le secret et est condamné à mort.

### Acte trois
Face à l'exécution de Tigrane, Méroé révèle sa véritable identité. Elle est enchaînée et Tigrane est libéré. La véritable filiation de Tigrane est enfin découverte et Tomiri est réuni avec son fils. Elle pardonne Méroé et lui permet d'épouser Tigrane, tandis que la reine elle-même choisit Policare comme époux.

## Édition moderne
- Tigrane, éd. de Michael Collins, coll. « The operas of Alessandro Scarlatti » dir. Donald Jay Grout, Vol. VIII, Harvard University Press, 1983,  (ISBN 0-674-64034-9), (OCLC 715571315)

## Enregistrements
- Sinfonia et arias : « Il fiero aspetto », « Reo mi credi », « All'acquisto di gloria », « Esser degg'io come un scoglio » — dans Il Primo Uomo : Arias pour Nicolini - Dmitri Egorov, contreténor ; La Stagione Frankfurt, dir. Michael Schneider DHM 2011
- Aria « Sussurrando il venticello » — dans Con eco d'amore : arias extraits d'opéras et de cantates d'Alessandro Scarlatti - Elizabeth Watts, soprano ; The English concert, dir. Laurence Cummings (novembre 2014, SACD Harmonia Mundi HMU 807574) (OCLC 946318728)

## Sources
- (en) Edward J. Dent, Alessandro Scarlatti : his life and works, Londres, E. Arnold, 1960 (1re éd. 1905), 259 p. (lire en ligne).
- (en) Reinhard G. Pauly, « Alessandro Scarlatti's Tigrane », Music & Letters, Oxford University Press, vol. 35, no 4,‎ octobre 1954, p. 339–346 (ISSN 0027-4224, lire en ligne).
- (en) Michael Collins (éd), Tigrane, volume VIII of The operas of Alessandro Scarlatti (Donald Jay Grout, éd./dir.): 1983, Harvard publications in music, 13.  (ISBN 0-674-64034-9).
- Gino Negri et Manola C. Steachi (trad. Sylviane Falcinelli, Dominique Férault et Mireille Zanutini Tansman), L'Opéra italien : histoire, traditions, répertoire [« L'Opera italiana »], Paris, Flammarion, 1987, 347 p. (ISBN 2-08-012059-X, OCLC 319758592, BNF 43175344), « Scarlatti, Alessandro », p. 298.
- Nanon Bertrand, « Tigrane, ovvero L'egual impegno d'amore e di fede », dans Marc Honegger et Paul Prévost (dir.), Dictionnaire des œuvres de la musique vocale, t. III (P-Z), Paris, Bordas, 1992, 2367 p. (ISBN 2040153950, OCLC 25239400, BNF 34335596), p. 2053–2055.
- (en) The Viking Opera Guide éd. Holden (Viking, 1993).
- (it) « Tigrane » (version du 19 février 2012 sur Internet Archive)
- Tigrane sur Opéra baroque